# Grupo Bolívar

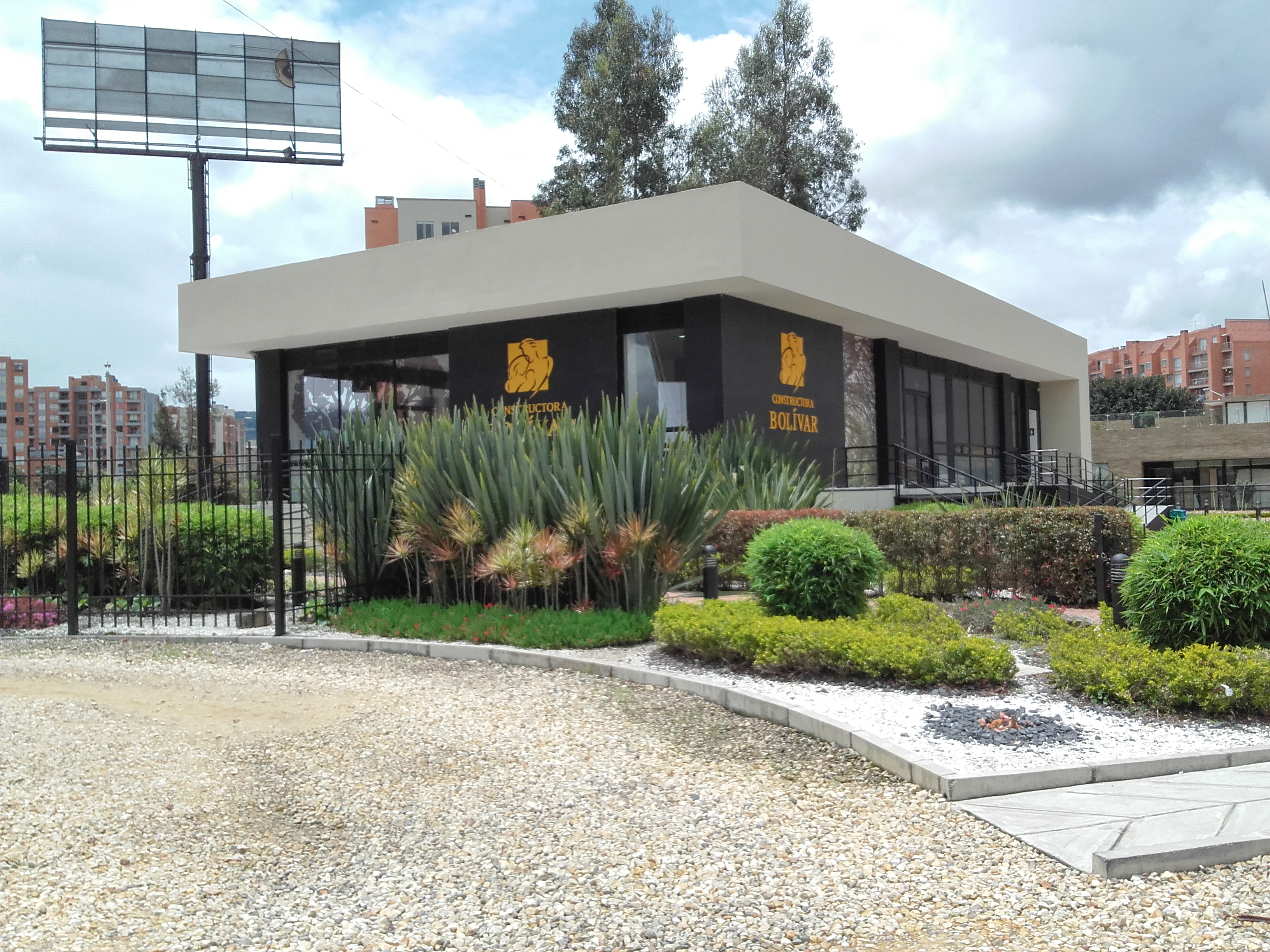
Sala de ventas de Constructora Bolívar

Grupo Bolívar es un grupo empresarial colombiano, cuyo foco principal son los servicios financieros y la construcción. Cotiza en la Bolsa de Valores de Colombia (BVC) y es parte del índice COLCAP.
El mayor inversionista individual del grupo es la Universidad Externado de Colombia, que en 2023 poseía el 26,75% de las acciones , junto con la familia Cortés.

## Historia
El 30 de junio de 1940, Comienza a operar la Compañía Seguros Bolívar S.A. fundada por José María Cortés y Enrique Cortés. Hasta entonces la única aseguradora era Colseguro.
En agosto de 1972 se crea la Corporación Colombiana de Ahorro y Vivienda Coldeahorro, que abrió sus puertas al público el 15 de noviembre del mismo año. El 30 de enero de 1973 Coldeahorro cambia su nombre por el de Davivienda.
En 1983 se fundó Construcciones, Estudios y Proyectos S.A. CEPSA. En 1994 se le cambio la denominación a Constructora Bolívar. Una empresa enfocada en la construcción de Vivienda unifamiliar.
El 5 de diciembre de 1991, El grupo incursiona en el negocio de las Administradoras de Fondos de Pensiones y de Cesantía con la creación de Davivir. En 1994 es vendida a Banco Santander que le cambia el nombre a Dafuturo.
En 2006 compro Bancafé por $2,21 billones de pesos, Ese negocio significó la internalización de la entidad por su filial en Panamá y Miami, en 2012 cambiaron su nombre a Davivienda Internacional tras la compra de los activos de HSBC en Costa Rica, El Salvador y Honduras.
El 20 de febrero de 2009, se adquirió el 50% de la Aseguradora Panameña Eastern Pacific Insurance Company.
En 2010, Grupo Bolívar constituye una Aseguradora Mixta en Costa Rica.
En 2018, Grupo Bolívar vendió su filial ecuatoriana Colvida a Equivida.
En 2019, Grupo Bolívar adquiere los negocios de seguros de vida y riesgos laborales en Colombia de Liberty Seguros.

## Áreas de operación

### Seguros Bolívar
Es una aseguradora que ofrece servicios que incluyen seguros de vida, salud, hogar, SOAT, ARL. Fue la primera unidad de negocios del grupo. Es la aseguradora mas antigua en operación en Colombia.

### Davivienda
Davivienda, es el segundo banco más grande de Colombia. Tiene operaciones en 5 países y el estado de Florida en Estados Unidos.

### Constructora Bolívar
La Constructora Bolívar es una empresa en el sector de la construcción. Se ha destacado por su experiencia el diseño y la sostenibilidad en sus proyectos de vivienda.

## Presencia Internacional
- Panamá: Davivienda y Seguros Bolívar
- Costa Rica: Davivienda y Seguros Bolívar
- Honduras: Davivienda
- El Salvador: Davivienda
- Estados Unidos: Davivienda